# Mekarsari (Cianjur)
Mekarsari is een bestuurslaag in het regentschap Cianjur van de provincie West-Java, Indonesië. Mekarsari telt 10.201 inwoners (volkstelling 2010).